# Musée Félicien Rops

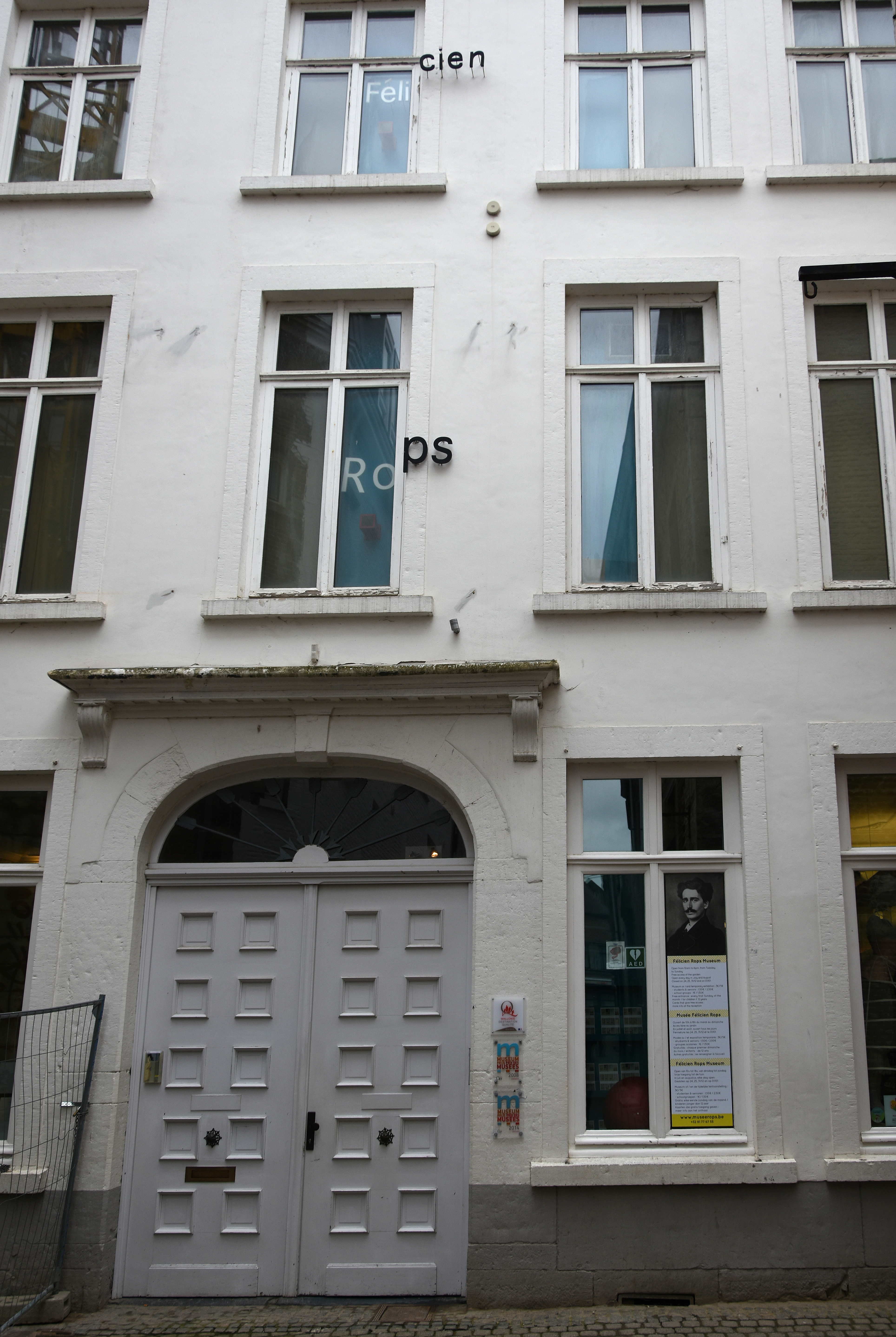
Voorgevel Musée Félicien Rops

Het Musée Félicien Rops is een provinciaal museum gewijd aan het artistiek werk van Félicien Rops. Het bevindt zich in zijn geboortestad Namen aan de Rue Fumal nr 12.

## Toelichting
Nog voor de Tweede Wereldoorlog opperden gouverneur François Bovesse en Jean Grafé, secretaris-generaal van de vereniging Les Amis de l'Art Wallon, de idee om een museum op te richten gewijd aan het grafisch werk van de Waalse kunstenaar Félicien Rops. In 1960 stichtte Maurice Kunel de vereniging Les Amis de Félicien Rops om dit project uit te voeren. Op 28 november 1960 besliste de provincie Namen de oprichting van het eerste museum gevestigd in het 18e-eeuws pand hôtel de Gaifier d'Hestroy aan de rue de Fer.
De kunstverzameling kwam voort uit een schenking van graaf Visart de Bocarmé en uit werken van het Musée d'Art et d'Histoire de Namur. De kunstverzameling breidde zich uit; het museum verhuisde in 1987 naar de huidige locatie, rue Fumal nr 12 in het oude centrum van Namen.

Het museum geeft een volledig overzicht van de kunstenaarscarrière van Félicien Rops vanaf zijn beginjaren als karikaturist tot aan zijn meest bekende werken als graficus, zoals onder meer De Sfinx.

## Galerij

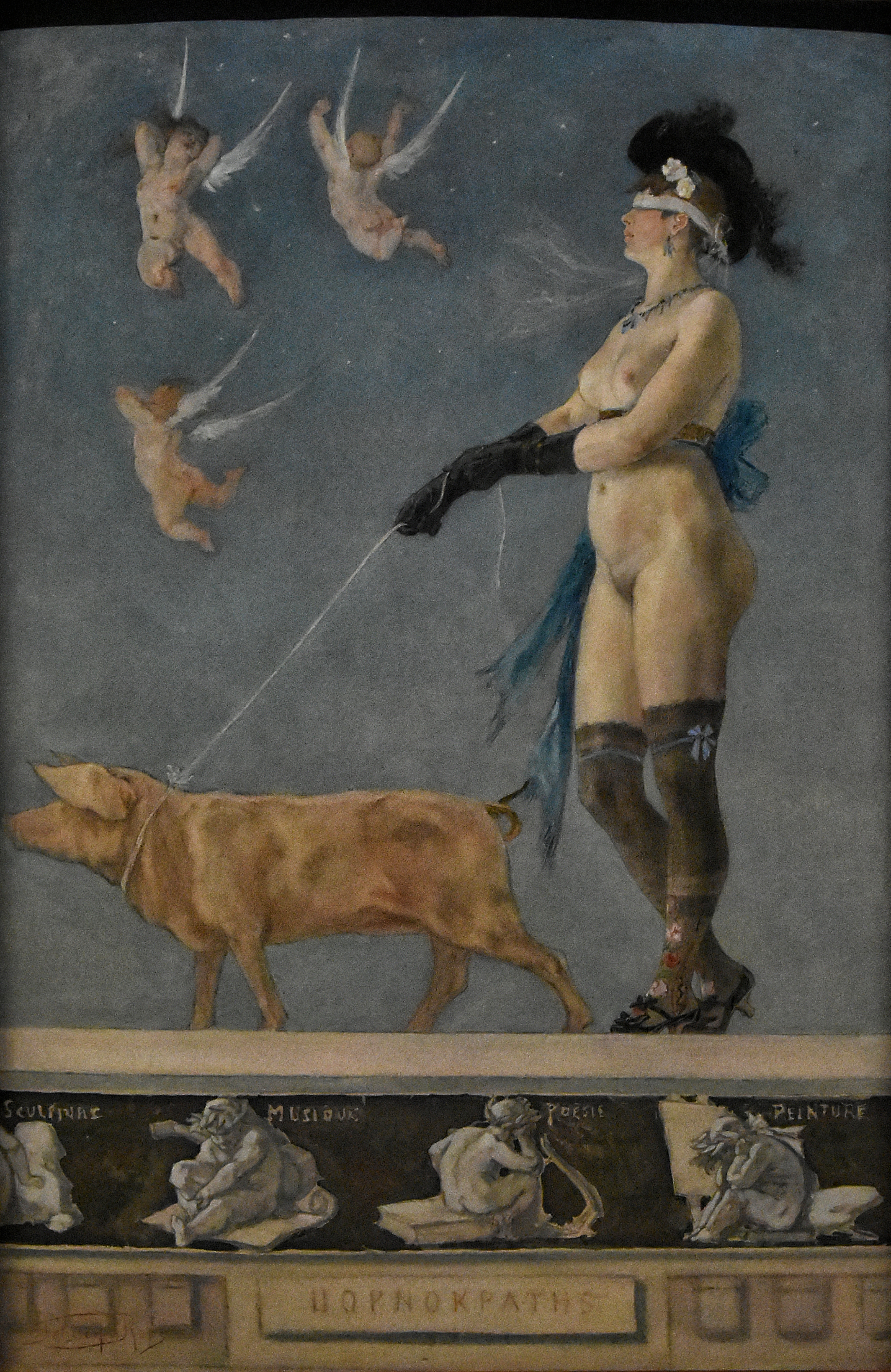
Pornokratès uit 1878
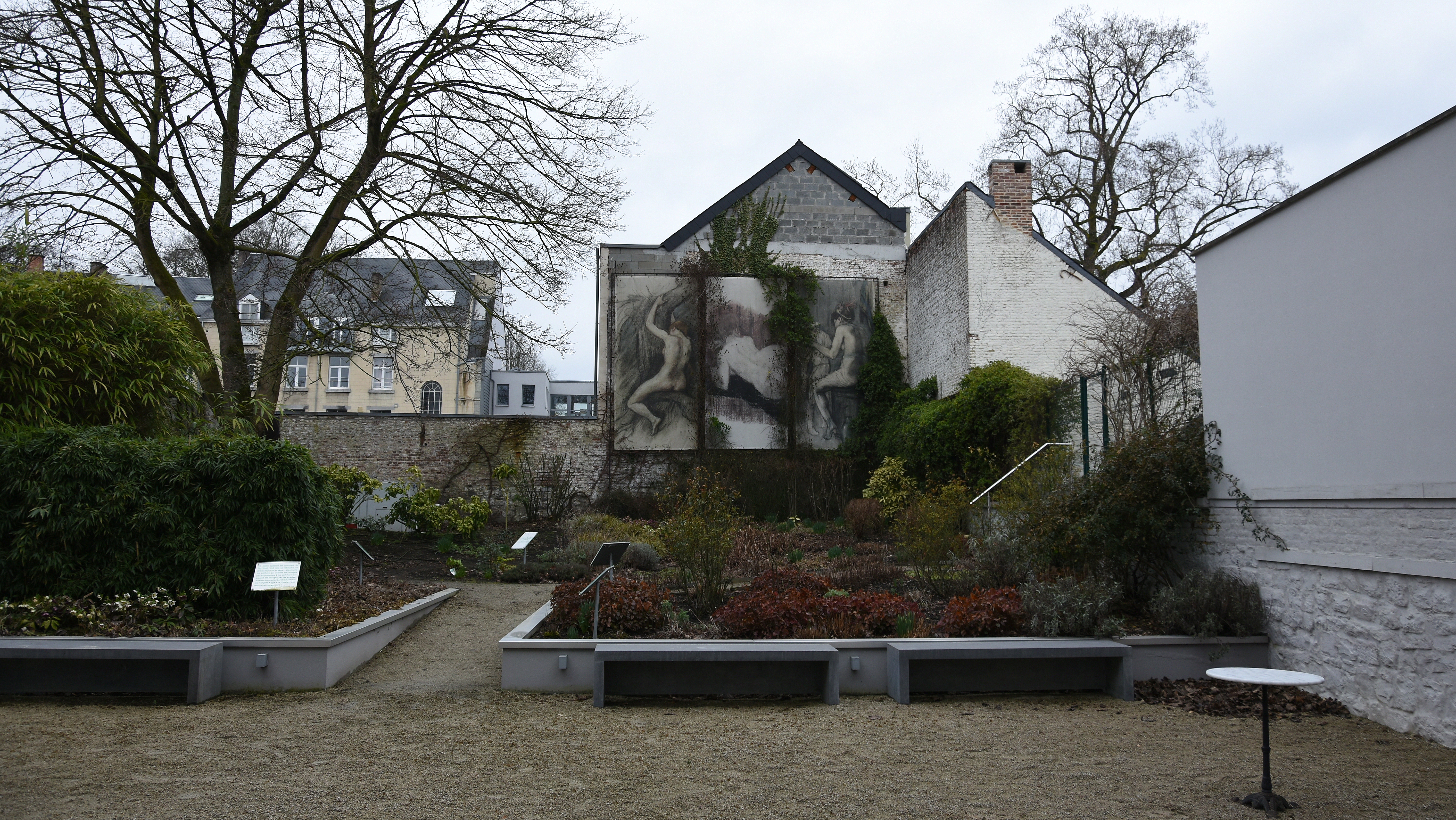
De tuin van het museum
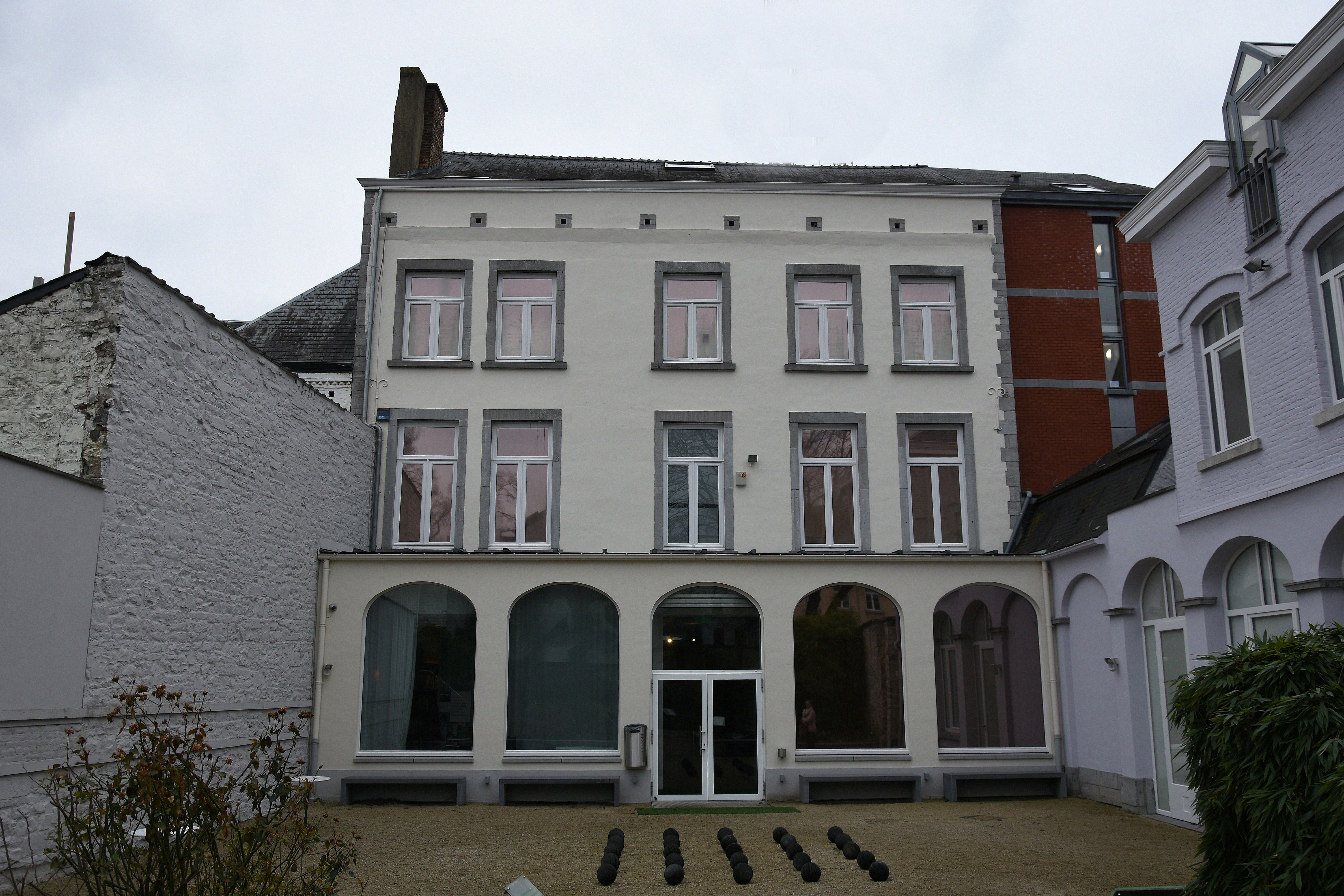
De achtergevel van het museum
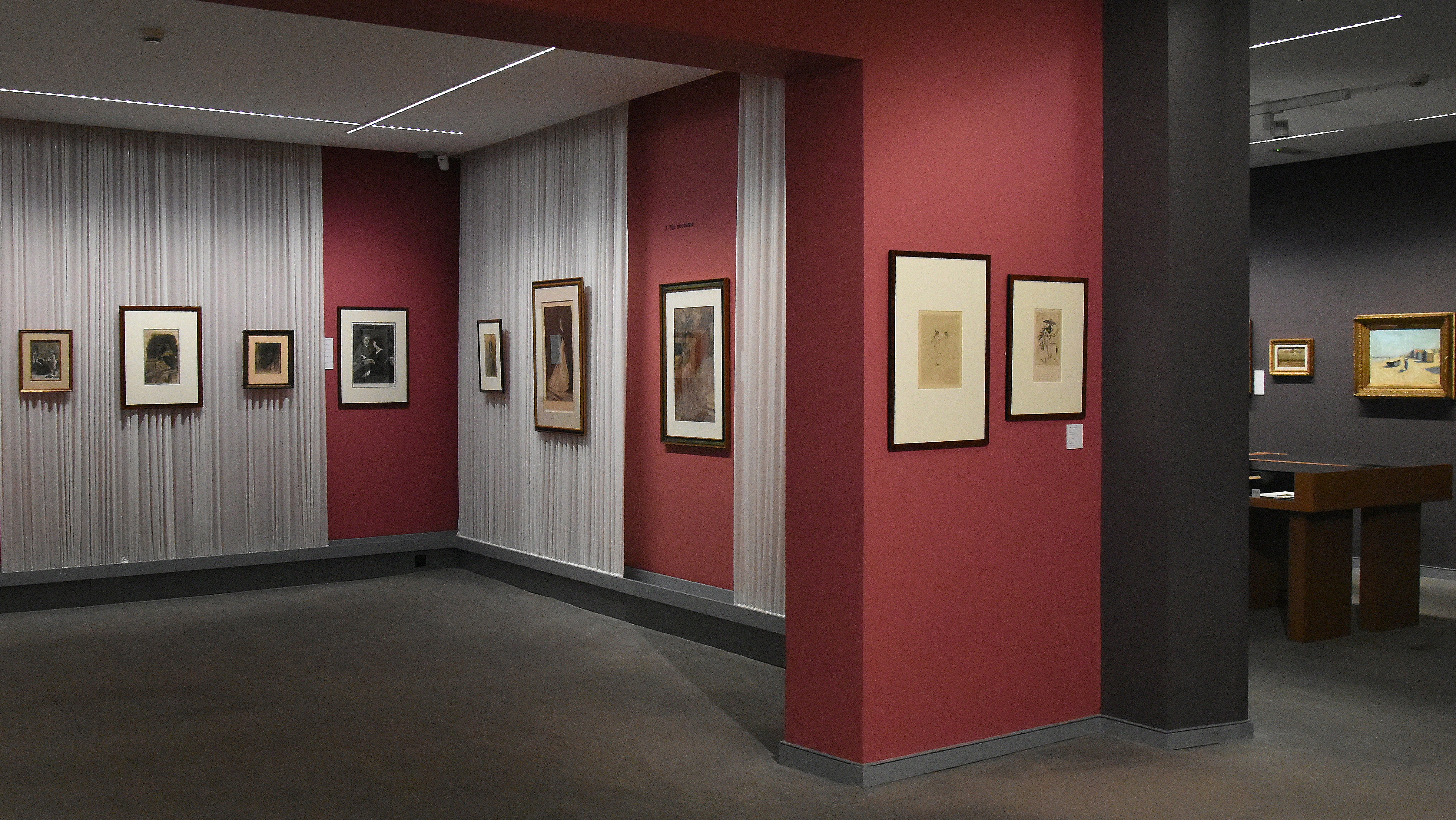
Een zaal van het museum
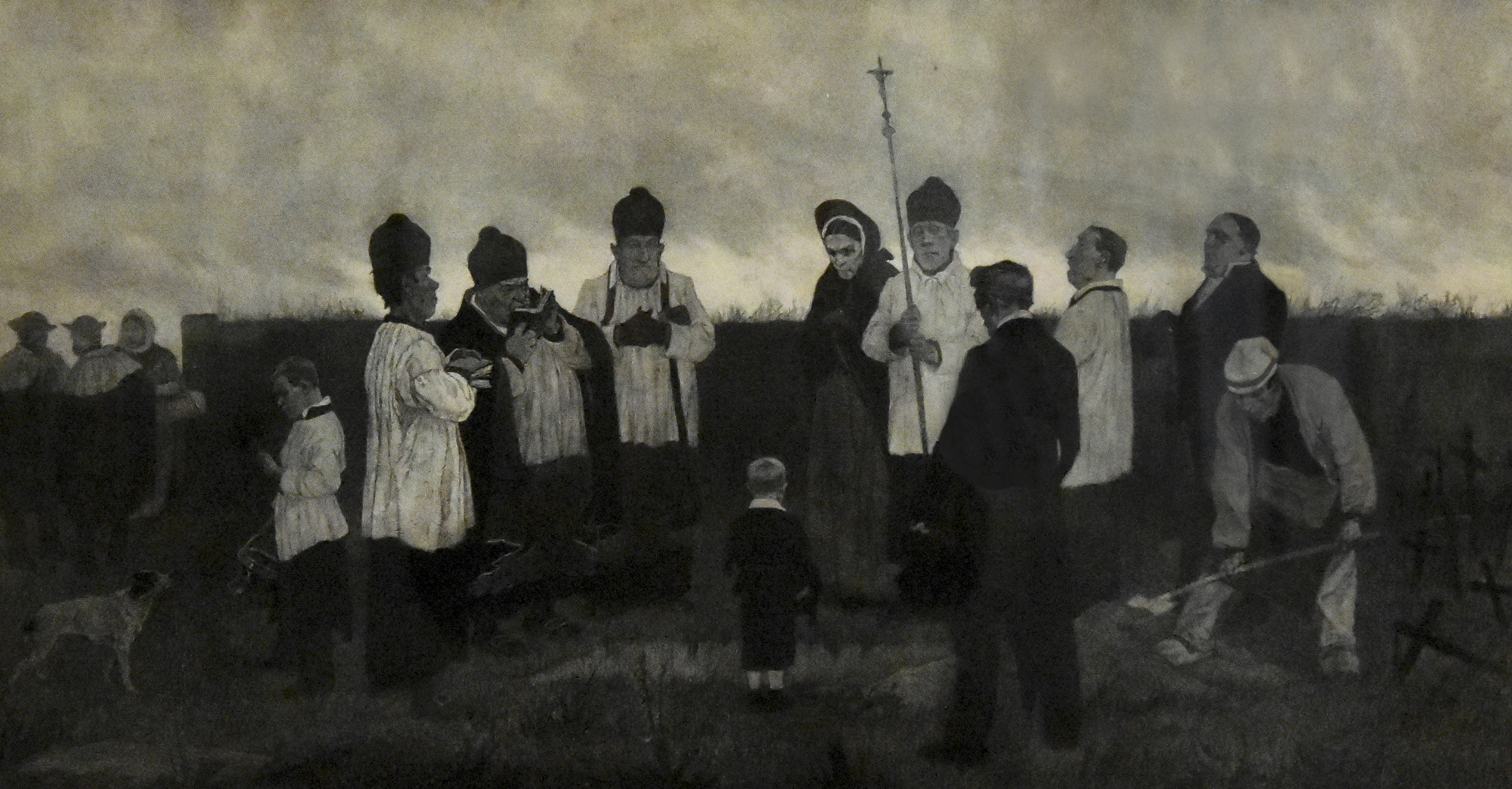
Een begrafenis in het Waalse land (1863)
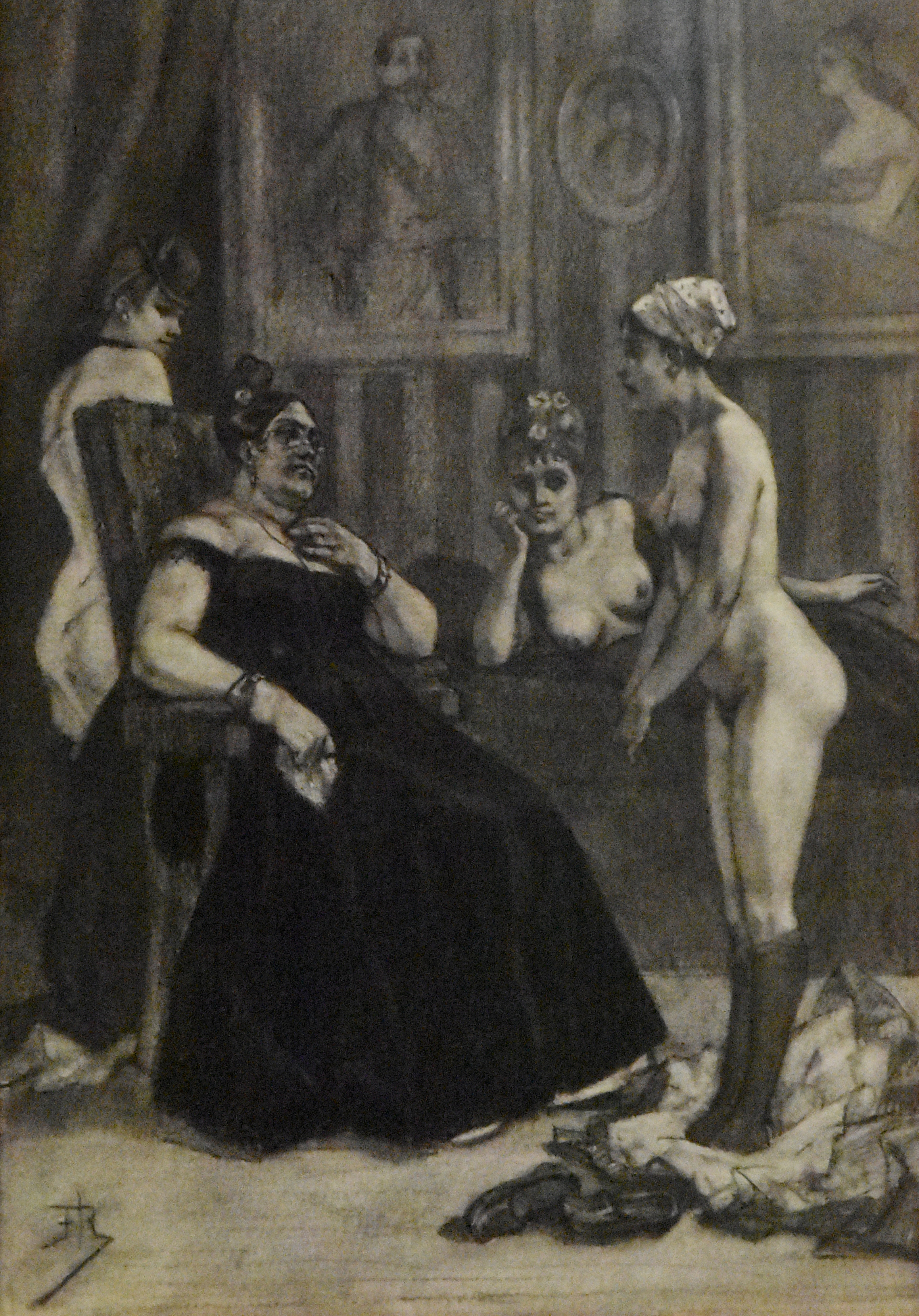
Het examen van Flora in het museum